# Elektronista (Podcast)
Elektronista er en dansk podcast med Christiane Vejlø, som gik tæt på det digitale liv. 
I hvert program inviterede Vejlø gæster i studiet til samtaler om alt fra nye digitale gadgets over apps til nyheder fra medieverdenen.
Elektronista blev sendt på Radio24syv fra 2011 til 2019. Sidste udgave af Elektronista hos Radio24syv blev sendt den 24. oktober 2019.
Vejlø startede derefter Elektronista op som en selvstændig podcast i maj 2020.